# Ectopimorpha californica
Ectopimorpha californica là một loài tò vò trong họ Ichneumonidae.